# Грузия
Гру́зия (груз. საქართველო МФА: [sɑkʰɑrtʰˈvɛlɔ]о файле, Сакартве́ло, абх. Қырҭтәыла) — государство, расположенное в западной части Закавказья на восточном побережье Чёрного моря (омывается им на западе). Относится к Восточной Европе и Передней Азии; рассматривается часто как страна на стыке Европы и Азии. Историко-культурно и геополитически рассматривается как часть Европы. Граничит с Россией на севере и северо-востоке, Азербайджаном на юго-востоке, Арменией на юге и Турцией на юго-западе.
Население, по итогам официальной переписи 2014 года, составляет 3 713 804 человека (по оценочным данным на начало 2023 года — 3 736 400 человека), территория — 69 700 км². Занимает 131-е место в мире по численности населения и 119-е по территории.
Столица — Тбилиси. Государственный язык — грузинский.
Грузия является представительной демократией, управляемой как унитарная парламентская республика. Это развивающаяся страна с очень высоким индексом человеческого развития. Страна является членом таких международных организаций, как ООН, Совет Европы, ОБСЕ, Евроконтроль, ЕБРР, ОЧЭС, ГУАМ и Всемирной торговой организации.
Государство проводит ряд демократических и экономических реформ, направленных на интеграцию в Европейский союз и НАТО. С 14 декабря 2023 года Грузия является официальным кандидатом на вступление в ЕС.
С 29 декабря 2024 года Президентом Грузии является Михаил Кавелашвили. Премьер-министром — Ираклий Кобахидзе.
Согласно Конституции, в состав Грузии входят 2 автономные республики, 9 краёв и приравненный к ним столичный город.
Территории Абхазии и Цхинвальского региона де-факто не управляются грузинским правительством и расцениваются им, Парламентской Ассамблеей ОБСЕ, США и Европейской комиссией как оккупированные Россией части Грузии. Россия, Никарагуа, Науру, Венесуэла и Сирия признают их независимыми от Грузии государствами Республика Абхазия и Республика Южная Осетия.

## Этимология
Эндоним Грузии (груз. საქართველო, Сакартве́ло — «страна картвелов») восходит к названию Картли (груз. ქართლი) — одной из основных историко-географических областей Грузии и колыбели картвельской государственности. Как название Грузии на английском языке — Georgia — так и устоявшееся в русском и ряде других языков название «Грузия», скорее всего, происходят от Гурджан или Гурзан из арабо-персидских источников. Считается, что эти названия происходят от персидского гурдж (Гурджистан — «страна волков»), восходящего к персидскому слову горг «волк» и связанному с древнеперсидским вркан.
Наименование Грузии на армянском языке — «Վրաստան» (Врастан), в древности — Վիրք (Вирк), означающее в переводе «Верхняя страна». Наименование отражено также в древнеармянском как вирк (վիրք); считается, что от него и происходит древнегреческое название — «Ивири́я» (ιβηρία), вошедшее в латынь как hiberia.
И эндоним, и экзоним страны происходят от одного и того же государствообразующего ядра и центрального грузинского региона Картли (известного в классических и византийских источниках как Иберия), вокруг которого сформировалось раннесредневековое культурное и политическое единство грузин.

## Физико-географическая характеристика

### Географическое положение
Грузия расположена в центральной и западной части Закавказья, между 41°07' и 43°05' северной широты и 40°05' и 46°44' восточной долготы — на стыке полувлажного Средиземноморья, аридной Арало-каспийской впадины и континентальных нагорий, что обусловило разнообразие природных условий и богатство флоры и фауны. Площадь Грузии составляет 69 700 км², граничит с Россией на востоке и севере, с Арменией и Турцией на юге и с Азербайджаном на юго-востоке. Черноморское побережье страны имеет протяжённость 308 км.

#### Рельеф
Береговая линия изрезана незначительно. Север Грузии занимает Большой Кавказский хребет. На его южном склоне расположены Кодорский, Сванетский, Харульский, Ламисский, Гудисский, Картлийский и Кахетский хребты; на северном — Хохский, Шавана, Кидеганский, Хевсуретский и Пирикитский хребты. Главную роль в создании нивальных форм рельефа на высокогорном севере Грузии сыграли ледники. На востоке Большого Кавказа находятся вулканические образования, которые относятся к исторической эпохе. На юге, в межгорной депрессии — Иверийская и Колхидская низменности, разделённые Дзирульским массивом. Большую их часть занимают аллювиальные равнины. Аллювием сложены также и Внутреннекартлийская, Нижнекартлийская и Алазанская равнины. Южнее Колхидского региона, на высоте 2850 м над уровнем моря, возвышаются Месхетский, Шавшетский, Триалетский и Локский хребты. Южно-Грузинское вулканическое нагорье, вершиной которого является гора Диди-Абули, занимает южную зону Грузии.
Природные условия Грузии очень разнообразны. На протяжении исторического времени они не претерпевали резких изменений и не вызывали решающих перемен в социальной и хозяйственной жизни населения, однако природные катаклизмы Ледникового периода существенно повлияли на жизнь людей каменного века, обитавших на территории современной Грузии. Разнообразие ландшафтов, гидрологических условий, почвенного покрова, растительности и животного мира в конечном счёте является следствием неотектонических поднятий и погружений. Географическое положение и климатические особенности Грузии, по-видимому, также сыграли определённую роль в формировании государства. Малая распространённость мореходства и морского промысла древней и средневековой Грузии объясняется отсутствием сколько-нибудь значительных заливов, а также островов и полуостровов на протяжении всего Черноморского побережья Грузии.

### Рельеф
Территория Грузии сочетает высокогорный, среднегорный, холмистый, низменно-равнинный, плоскогорный и платообразный рельеф. В полосе Большого Кавказа расположена самая высокая географическая точка страны — вершина Шхара (5193,2 м). На севере Грузии находится Южный склон Большого Кавказского хребта. Хребты южного склона Кавказского хребта — Кодорский, Сванетский, Харульский, Ламисский, Гудисский, Картлийский, Кахетский; северного — Хохский, Шавана, Кидеганский, Хевсуретский и Пирикитский. В высокогорной полосе страны ярко выражены горно-эрозионные, горно-гляциальные и нивальные формы рельефа, в создании которых главную роль сыграли ледники.

### Почвы и природные комплексы
В Грузии представлены различные виды почв: от серо-бурых и засолённых полупустынных почв сухих степей — до бурых лесных почв умеренно влажных лесов, краснозёмов и подзолистых почв влажной субтропической зоны и горно-луговых высокогорных. На территории Грузии встречаются также полупустыни, которые расположены, в основном, на востоке страны. Ей характерна высотная поясность.

### Полезные ископаемые
Грузия располагает широкой гаммой полезных ископаемых. Минерально-ресурсный потенциал страны представлен 450 месторождениями полезных ископаемых 27 видов, основными из которых являются: высококачественные марганцевые руды (Чиатура, запасы — 200 млн т, ежегодная добыча — до 6 млн т), каменный уголь (Ткибули; запасы — 400 млн т), медные руды (Марнеули, запасы — 250 тыс. т), нефть (Самгори, Патардзеули, Ниноцминда, промышленные запасы — 30 млн т).
Грузия располагает значительными запасами строительных материалов: бентонитовой глины (17 млн т), доломитов, известняка (200 млн т), глины для производства цемента (75 млн т) и кирпича (47 млн м³), гипса, талька, формовочного песка.
На территории Грузии зарегистрировано около 2 тыс. источников пресной воды с суммарным годовым дебетом 250 млрд л., 22 месторождения минеральных вод, в том числе лечебных — «Боржоми», «Саирме», «Набеглави», «Зваре» и других, общим дебетом около 40 млрд л/год. В настоящее время пресные и минеральные воды экспортируются в 24 страны мира.
Общая площадь лесов — 3 млн га. Запасы древесины оцениваются в 434 млн м³. Территория страны — богатая сырьевая база для фармацевтической промышленности.
Уникальны по своим характеристикам рекреационные ресурсы страны — горные и морские курорты.

### Климат
Запад Грузии находится под влиянием влажного субтропического климата, а восток — под влиянием средиземноморского. Границей между ними служит Лихский (Сурамский) хребет. Большой Кавказский хребет служит барьером для холодных северных ветров. Вдоль побережья Чёрного моря, а также в районе, известном как Колхидская низменность, доминирует субтропический климат с высокой влажностью и обильными осадками (от 1000 до 2000 мм в год, а в черноморском порту Батуми — даже 2500 мм в год). В этом регионе произрастает несколько разновидностей пальмовых. В январе—феврале средняя температура составляет 5 °C, а в июле—августе — +24 °C.

### Водные ресурсы
Речная сеть Грузии развита неравномерно. Наибольшей густотой она отличается в Западной Грузии. На территории страны течёт больше 25 000 рек.
Реки Грузии принадлежат двум бассейнам — Черноморскому (75 % стока) и Каспийскому. Почти весь сток Каспийского бассейна выносится рекой Кура, на которой расположено Мингечаурское водохранилище. Реки Черноморского бассейна (Западная Грузия) не образуют единой системы, впадая в море самостоятельно. Главная из них — Риони, протекающая на нижнем отрезке по Колхидской низменности. Значительны также Ингури и др.
Большинство рек, берущих начало в горах, имеет максимальный расход весной, при таянии снега (половодье). Реки, получающие питание главным образом из ледников, несут более всего воды летом и имеют в это время резко выраженный суточный ход расхода с максимумом в вечерние часы и минимумом перед рассветом. Обладая быстрым течением, горные реки замерзают редко. Они протекают в глубоких ущельях, имея значительное количество порогов. В зоне известняков Большого Кавказа и вулканических пород Джавахетского нагорья подземный сток превосходит поверхностный. Грузия богата гидроэнергоресурсами. На многих горных реках сооружены каскады ГЭС, построены водохранилища. Общая длина оросительных систем превышает 1000 км.
Озёр в Грузии немного — в основном, на Джавахетском нагорье. Самое большое из них — озеро Паравани.

### Флора и фауна
Очень богат растительный мир страны. По подсчётам ботаников, количество видов цветковых растений — свыше 4500. Относительная стабильность климата в прошлом способствовала сохранению древних элементов флоры, реликтовых и эндемичных растений (рододендроны, самшит, лавровишня, хурма и др.).
Фауна Грузии также довольно разнообразна. На территории Грузии обитает свыше 11 тыс. видов беспозвоночных, в том числе почти 9150 членистоногих (из них свыше 8230 видов насекомых). Зафиксировано 84 вида пресноводных рыб, а также 6 интродуцированных видов. Земноводные представлены 12 видами. 52 вида, принадлежащих к классу рептилий, включают 3 вида черепах, 27 видов ящериц и 23 вида змей (из них 3 вида змей и 12 ящериц — эндемики Кавказа). На территории Грузии обитает 109 видов млекопитающих.
Для экосистем Грузии обычны такие крупные млекопитающие, как медведь, волк, лиса, благородный олень, косуля, кабан. На грани вымирания находится леопард, считавшийся исчезнувшим на Кавказе видом и вновь обнаруженный грузинскими зоологами в 2001 году. Полосатая гиена и джейран также находятся на грани вымирания. В XX веке окончательно исчезли черноморский тюлень-монах и туранский тигр, но появились (были интродуцированы) и новые виды, такие как североамериканский енот-полоскун и дальневосточная енотовидная собака, а также подвид белки обыкновенной — белка-телеутка.
Для альпийского и субальпийского пояса характерны два вида туров: дагестанский и кавказский, которые встречаются в высокогорьях Большого Кавказа и являются эндемиками Кавказских гор.
Вблизи черноморского побережья Грузии из млекопитающих встречаются 3 вида дельфинов — белобочка, афалина и морская свинья. Кроме того, в 1939 году около Батуми был отмечен белобрюхий тюлень. Из морских рыб встречаются в числе прочих акулы, скаты, белуги, русский и атлантический осетры, черноморский лосось, хамса, сельди, морские собачки, камбалы, иглы-рыбы, морские коньки и другие.

### Охраняемые территории
В 1912 году был создан первый в Грузии заповедник — Лагодехский. Сегодня на территории страны находится 14 государственных заповедников, 8 национальных парков, 12 охраняемых территорий, 14 природных памятников и 2 защищённых ландшафта. Они составляют 7 % площади Грузии (384 684 га). Около 75 % особо охраняемых природных территорий занимают леса.

## Символы государства

### Флаг
Современный флаг, повторяющий историческое знамя Грузинского царства, был утверждён 14 января 2004 года особым «Законом о Флаге», в котором, в частности, даётся схема флага с указанием его пропорций. Отношение длины к ширине — 3:2. Ширина креста равна 1/5 ширины полотнища. Флаг Грузии является одним из древнейших флагов мира и используется с XIII века. Флаг Грузии менялся с течением истории и некоторые варианты совсем не похожи на современный флаг.

### Герб
Современный герб был принят 1 октября 2004 года. Он представляет собой щит красного цвета с изображением серебряной фигуры покровителя Грузии — Святого Георгия на коне, поражающего копьём дракона. Щит увенчан золотой короной, держат его 2 золотых льва. Под щитом находится лента с девизом «Сила в единстве». Герб частично основан на средневековом гербе грузинского царского дома Багратионов (Багратиони).

### Гимн
Современный гимн Грузии — «Тависуплеба» — утверждён в мае 2004 года, его музыка взята из двух опер З. Палиашвили (1871—1933) — «Даиси» («Сумерки») и «Абесалом и Этери», автор текста — современный грузинский поэт Давид Маградзе, использовавший цитаты из стихотворений грузинских поэтов-классиков — А. Церетели, В. Пшавелы, Г. Орбелиани и Г. Табидзе.

## История

### Древнейший период
Пребывание человека на территории Грузии началось в древнейшие времена и имеет одну из самых длительных и непрерывных историй в мире. Часть специалистов склонна полагать, что страна была также в числе территорий, на которых происходила эволюция первых человекообразных существ. Приблизительно 1,8—1,6 млн лет до н. э. на территории нынешней Грузии обитал Дманисский гоминид, или Homo erectus georgicus («Человек грузинский») — один из подвидов вымершего вида Homo erectus. Близ села Квемо-Орозмани, находящегося на расстоянии около 30 км от Дманиси, был обнаружен человеческий зуб (первый премоляр нижней челюсти, возможно представителя Homo erectus) возрастом 1,8 млн лет. Изучение найденных в Грузии останков Homo erectus georgicus показало, что некогда возможные предшественники человека современного типа переселились из северо-восточной Африки на Кавказ, в Грузию.

### Догосударственный период и этногенез
Главную роль в истории Грузии сыграли древние картвельские племена. Большинство крупнейших грузинских исследователей-картвелологов считает, что первоначальным (в период с VI по IV тыс. до н. э.) ареалом древних картвелов и их прародиной являлась территория от северной Месопотамии вплоть до хребтов Северного Кавказа, для обозначения которой используется предложенный академиком Симоном Николозовичем Джанашия термин «Хатта-Субарети».
После произошедшей этно-языковой дивергенции древних картвелов возникли сванская (северная и западная Грузия) и карто-занская (южная, центральная и восточная Грузия) группы племён, которые впоследствии и стали формировать первые государственные объединения на территории страны (Диаухи, Колхида, Забаха), став основными элементами в процессе сложения грузинской нации.

### Первые государства и древний период
К концу III тыс. до н. э. относится распад родоплеменного строя среди картвельских племён и их переход от военной демократии к развитым племенным союзам, а к середине II тыс. до н. э. древние картвелы переходят на стадию ранней государственности.
Одними из первых и наиболее крупных государственных образований на непосредственной территории современной Грузии этого периода являются: Диаухи (Диаэни) в юго-западной Грузии, Колха (Колхида, Килхи, Кулха) в западной Грузии (Мегрелия, Абхазия, Аджария, Гурия, Имеретия, Сванетия) и Забаха в юго-восточной Грузии (Самцхе-Джавахети). Данные объединения сыграли важную роль в развитии грузинской государственности, став её родоначальниками.
В VII веке до н. э. нашествие киммерийцев значительно ослабляет Колхиду и навсегда уничтожает Урарту и Ассирию.
В VI веке до н. э. происходит завоевание южной Колхиды Ахеменидской империей и начинается греческая колонизация. Согласно М. Бахтадзе, в V веке до н. э. образуется новое Колхидское государство (Эгриси) на территории нынешней западной Грузии, которое просуществовало до IV века до н. э.
В IV—III веках до н. э. образуется Иберийское царство (Картли) на территории нынешней восточной Грузии (существовавшее до VI века н. э.). С 229 года до н. э. начинается правление царских династий Иберии, правивших с 299 года до н. э. по 580 год н. э. В 65 году до н. э. римский полководец Помпей с войском вторгся в Иберийское царство.
В I веке н. э., согласно местной традиции, апостол Андрей Первозванный приносит христианство в Грузию и основывает ГПЦ.
В 35 году войско Картли вторгается в Армению; на армянском престоле воцарился брат царя Картли Фарсмана — Митридат. В 63 году Колхида вошла в состав Римской империи.
В 331 году трудами Святой Нины христианство объявлено государственной религией Иберии.

### Средневековье
В IV—VI веках на территории бывшей Колхиды усиливается Эгриси. В 482—484 годах царь Вахтанг I Горгасали (причисленный к лику святых) восстаёт против Сасанидов.
Между 526—532 годами начинается конфликт между Сасанидами и Византией за контроль над Иберией (Картли). В 542 году начинается «Большая война» между государством Сасанидов и Византией, которая заканчивается в 562 году.
В 580 году Ормизд IV отменил Иберийскую монархию после смерти царя Бакура III, и Иберия стала персидской провинцией, управляемой марзпаном (правителем). Грузинская знать призвала византийского императора Маврикия возродить Иберийское царство в 582 году. При поддержке византийцев в 588 г. образовался Картлийское эрисмтаварство. Гуарам I был назначен первым Куропалатом. В 591 году Византия и Персия согласились разделить Иберию между собой, при этом Тбилиси перешёл в руки Персии, а Мцхета — под Византийским контролем.
В 608 году происходит церковный раскол между Грузинской и Армянской церквями.
В 627 году византийский император Ираклий I начал осаду Тбилиси, а на следующий год город был взят хазарами.
В 654 году был подписан договор c Арабским халифатом, получивший название «Охранная грамота» (см. также: Арабское правление в Грузии).
В 735 году арабский полководец Марван II ибн Мухаммад (Марван Глухой) напал на Грузию; он хотел через Лазику (Эгриси) пройти в Хазарию и уничтожить её, ряд территорий оказались под контролем арабов. В 736 году был образован Тбилисский эмират — исламское государственное образование под эгидой Арабского халифата.
В 786 году Лазское царство сливается с Абазгией и образует Абхазское царство. В конце VIII века арабы упразднили эрисмтаварство в Картли.
В 813 году Ашот I Куропалат основывает княжество Тао-Кларджети.
В 853 году Тбилиси был захвачен арабскими войсками под предводительством Буга аль-Кабира.
В 888 году Адарнасе IV Багратиони восстановил грузинскую монархию.
В 914 году эмир Абул-Касим вторгается в южную и восточную Грузию. В 979 году с помощью Давида Куропалата подавлено восстание Варды Склира против Василия II.
В 1008—1010 годах царь Баграт III создаёт единое Грузинское государство, присоединив в 1010 году Кахети и Эрети.
В 1023 году между Грузией и Византией был подписан мирный договор, но в 1028 году вновь происходит нападение византийцев на Грузию.
В 1064 и 1068 годах происходит два похода сельджуков на Грузию. В 1073 году происходит восстание феодалов против Георгия II.
В 1083 году Георгий II начал платить дань сельджукам, в 1099 году Давид IV Строитель прекратил выплату дани.
В 1104 году Давид IV Строитель созывает Руис-Урбнисский собор; в 1106 году было начато строительство Гелатского монастыря.
В 1110 году от турок-сельджуков был освобождён Самшвилде, в 1115 году — Рустави, в 1117 году — Гиши, в 1118 году — Лоре. 12 августа 1121 года сельджукское войско разбито грузинами в Дидгорской битве, в дальнейшем от турок-сельджуков в 1122 году был освобождён Тбилиси, в 1123 году — Дманиси.
В 1210 году Грузия предпринимает военный поход в Северный Иран. В 1220 году происходит первое вторжение монголов в Грузию. В 1226 году Тбилиси был взят хорезмшахом Джалал ад-Дином.
В 1266 году княжество Самцхе отделилось от единой Грузии.
С 1386 по 1403 год Тамерлан предпринял серию разрушительных походов против Грузии. В 1403 году Тамерлан и Георгий VII подписали мирное соглашение.

### XV—XVIII века
В XV веке Грузия оказывается окружённой мусульманским миром и, будучи фактически изолированной, приходит в упадок. Последним царём объединённой Грузии был Георгий VIII; в дальнейшем происходит распад Грузии на Картлийское царство, Кахетинское царство, Имеретинское царство и Самцхе-Саатабаго.
В XVI веке территория современной Грузии становится ареной противостояния между Османской империей и Сефевидской империей; с 1578 по 1590 год идёт турецко-персидская война за контроль над Закавказьем, в результате которой Персия теряет Закавказье. Тем не менее, в дальнейшем, в 1597 году, шах Аббас изгоняет турок из Грузии и Кавказа, а в 1599 году происходит освобождение Горийской крепости от османов.

### В составе Российской империи
В XVIII веке правители Грузии пытались бороться за возрождение страны и её освобождение из-под власти враждебных исламских держав. Крупные административные, законодательные, военные и хозяйственные реформы проводились в Картли при Вахтанге VI. К этому времени активизируются очень близкие политические, культурные и церковные связи с Россией. Грузинские правители неоднократно обращались к российскому правительству с просьбой о совместных действиях против Османской империи и Ирана. К концу XVII века в Москве сложилась грузинская колония, сыгравшая значительную роль в укреплении российско-грузинских контактов. После захвата Тбилиси османскими войсками в 1723 Вахтанг VI и его сторонники эмигрировали в Россию.
Согласно переписи населения 1780 года, грузинское население в Грузии составило 675 тысяч человек[нужен лучший источник].
В 1783 году подписан Георгиевский трактат.
В 1795 году произошла Крцанисская битва, в которой войска Ираклия II и имеретинского царя Соломона II сражались против персидской армии Ага-Мухаммед хана, поводом для которой стал отказ Ираклия II выполнить требование Ага Мухаммед-хана разорвать союзный договор между Картли-Кахетинским царством и Российской империей. Силы были неравны, в результате битвы погибли почти все грузинские воины, а вскоре после этого почти полностью был захвачен и уничтожен Тифлис.
В 1801 году Александр I издаёт манифест, согласно которому Картли-Кахетинское царство было упразднено. В 1809 году русская армия заняла Поти и Кутаиси, в 1811 году — Ахалкалаки, в том же году была упразднена автокефалия Грузинской Церкви.
XIX век характеризовался массовыми крестьянскими выступлениями и национально-освободительными устремлениями среди грузинского дворянства и интеллигенции, важнейшей фигурой этого времени становится И. Чавчавадзе.
В 1860—1890-е годы происходит строительство Закавказской железной дороги (Поти — Тбилиси, Батуми — Тбилиси — Баку).

### Грузинская демократическая республика
После распада Закавказской демократической федеративной республики 26 мая 1918 года в Тифлисе в Воронцовском дворце была провозглашена независимость Грузии.
14 апреля 1918 года, после турецкой оккупации Батума, кавказская делегация под руководством А. Чхенкели уже пыталась опереться на Брестский договор, но османы выдвинули новые требования, которые из-за своей грандиозности вызвали протест даже Германии и Австро-Венгрии. Концом оккупации Батума стало поражение Германии и её союзников в Первой мировой войне. В 1919 году Батумский округ, а также город Батуми, бывший его центром, стали зоной британской оккупации. 31 августа 1919 года в Батуме состоялся съезд грузинских мусульман, который выдвинул требование о воссоединении Аджарии со своей родиной — Грузией.
7 мая 1920 года Советская Россия признала независимость Грузинской Демократической Республики.
21 февраля 1921 года на очередном съезде Учредительного Собрания Грузии была принята Конституция Грузинской Демократической Республики.
В феврале 1921 года Красная Армия вторглась на территорию Грузии и насильно установила там советскую власть. Когда власть в стране перешла в руки большевиков, 18 марта 1921 г., в эмиграции грузинскими властями было образовано правительство Грузинской Демократической Республики в изгнании.

### В составе СССР
С 12 марта 1922 года Грузия (совместно с Абхазией) являлась частью Закавказской Советской Федеративной Социалистической Республики (ЗСФСР); с 30 декабря 1922 года в составе ЗСФСР входила в состав СССР. С 5 декабря 1936 года — входила непосредственно в состав СССР как союзная республика. При этом, по конституции Абхазской ССР, эта республика также входила в состав ЗСФСР и являлась субъектом, через Грузинскую ССР, так как Абхазия находилась в федеративных отношениях с Грузией.
С 30 декабря 1922 года Грузия в составе ЗСФСР входила в СССР.
В августе — сентябре 1924 года происходит Августовское восстание против советской власти. Восстание было подавлено Красной Армией и ВЧК, после чего в Грузии начались массовые репрессии, от которых пострадало несколько тысяч человек, и окончательно установилась власть большевиков.
В 1936 году, по новой конституции СССР, Грузинская ССР, Армянская ССР и Азербайджанская ССР вошли в состав СССР как самостоятельные союзные республики. Закавказская федерация была упразднена.
В марте 1956 года в Тбилиси происходят массовые митинги и демонстрации, вызванные выступлением Первого секретаря ЦК КПСС Н. Хрущёва с докладом «О культе личности и его последствиях» на XX съезде КПСС и приведшие к человеческим жертвам.
За годы советской власти в Грузии была осуществлена индустриализация, коллективизация сельского хозяйства. Были созданы целые новые отрасли промышленности.
В середине 1970-х годов в Грузии возникает диссидентское движение, во главе которого находились Звиад Гамсахурдия и Мераб Костава. 14 апреля 1978 года в Тбилиси прошли массовые демонстрации протеста, причиной которой послужил проект новой Конституции ГССР, в которой грузинский язык лишался государственного статуса.
9 апреля 1989 года в результате разгона многотысячного оппозиционного митинга у Дома правительства на Проспекте Руставели погибли 21 человек и пострадали 290.

### Независимая Грузия
28 октября 1990 года в Грузии были проведены первые многопартийные парламентские выборы в СССР, в которых убедительную победу одержали национально-политические организации, входящие в блок «Мргвали Магида — Тависупали Сакартвело» («Круглый стол — свободная Грузия»; лидер — бывший диссидент З. Гамсахурдиа). В результате выборов был сформирован Верховный Совет Грузинской ССР, который возглавил Гамсахурдиа. Парламент объявил о переходном периоде до восстановления независимости Грузии, изменил все государственные атрибуты Грузинской ССР (гимн, государственный флаг и герб) на атрибуты Грузинской демократической республики.
31 марта 1991 года, в Грузии состоялся референдум по вопросу восстановления государственной независимости Грузии на основании Акта о независимости от 26 мая 1918 года, что фактически являлось решением о выходе из СССР. В референдуме приняли участие 90,5 % избирателей, из которых за государственную независимость проголосовало 98,93 %. Два региона республики — Абхазия и Южная Осетия — заявили о своём особом положении, продекларировав своё стремление выйти из состава Грузии.
9 апреля 1991 года Верховный совет принял акт о восстановлении независимости Грузии, в котором было заявлено о юридической силе Конституции Грузинской Демократической Республики 1921 года. В тот же день Конгресс США признал легитимность референдума 31 марта Чрезвычайной резолюцией, которая является де-факто признанием независимости от СССР.
После распада СССР и преобразования Грузинской ССР в современную Грузию, в результате ряда вооружённых конфликтов (Южноосетинская война (1991—1992), Война в Абхазии (1992—1993)) образовалось 2 неподконтрольных тбилисскому правительству непризнанных государства — Абхазия и Южная Осетия, претендовавших на территории бывшей Абхазской АССР и Юго-Осетинской АО, соответственно. Грузия получила международно-правовое признание большинства стран мира в 1992 году, Абхазия и Южная Осетия же долгое время оставались непризнанными.
26 мая 1991 года были проведены первые президентские выборы, на которых одержал победу З. Гамсахурдиа. 22 декабря 1991 части грузинской Национальной гвардии под предводительством Тенгиза Китовани подняли мятеж, впоследствии поддержанный вооружёнными формированиями «Мхедриони» Д. Иоселиани и положивший начало гражданской войне. 6 января 1992 года Гамсахурдиа и члены правительства были вынуждены покинуть Грузию. Пришедший к власти Военный совет объявил о восстановлении действия конституции Грузинской Демократической Республики 1921 года.
В марте 1992 года председателем Государственного совета Грузии — руководящего органа, созданного победившей оппозицией — был выбран бывший министр иностранных дел СССР Эдуард Шеварднадзе.
24 сентября 1993 года З. Гамсахурдиа вернулся в страну (из столицы фактически независимой Ичкерии города Грозного прибыл в западногрузинский город Зугдиди) и попытался вновь прийти к власти, положив начало короткой, но ожесточённой гражданской войне. Шеварднадзе был вынужден призвать на помощь российские войска, в обмен на российскую военную помощь Грузия дала согласие на присоединение к СНГ. В конце декабря 1993 года Гамсахурдия погиб при невыясненных обстоятельствах.
Высокая коррупция, низкий уровень жизни, а также обвинения в фальсификации результатов парламентских выборов 2003 года привели к революции и отставке Эдуарда Шеварднадзе 23 ноября 2003 года.
После прихода к власти Саакашвили в 2004 году возник, но бескровно разрешился Аджарский кризис, в результате которого Аджария потеряла большую часть автономии, а к 2007 году с её территории были выведены последние российские войска.
В августе 2008 года прошла война между Грузией с одной стороны и Россией (вместе с Южной Осетией, Абхазией) с другой; после неё Россия и ещё ограниченный ряд стран признали Абхазию и Южную Осетию в качестве суверенных независимых государств (при этом подавляющее большинство государств-членов ООН независимость данных территорий не признают).

## Внешняя политика
Грузия поддерживает дипломатические отношения со 186 странами мира, последними по времени были установлены отношения с Северной Македонией в марте 2019 года. Ранее Грузия поддерживала дипломатические отношения с Россией, которые были прерваны после пятидневной войны в августе 2008 года и признания РФ независимости Абхазии и Южной Осетии.
Внешняя политика Грузии ориентирована на сотрудничество с США и странами Евросоюза. После 1991 года и обретения независимости Грузия стремится к вступлению в ЕС и НАТО.
С декабря 2023 года является официальным кандидатом на вступление в ЕС.

## Государственное устройство

### Основы государственного строя
Грузия — унитарная республика парламентского типа. Основным законом государства является Конституция, принятая 24 августа 1995 года. Она основывается на тысячелетней государственности Грузии и главных принципах конституции страны, принятой в 1921 году. В середине октября 2010 года парламент страны принял проект закона «О внесении изменений и дополнений в Конституцию Грузии», утверждённый главой государства в начале ноября того же года. В марте 2018 года были приняты поправки, утвердившие переход Грузии к парламентской форме республики после президентских выборов 2018 года.
В 2022 году Грузия была классифицирована по индексу демократии как гибридный режим согласно отчёту The Economist Unit.

### Исполнительная власть
Исполнительная власть сосредоточена в руках президента, который, в соответствии с конституцией, является главой государства, исполнительной власти, Верховным Главнокомандующим Вооружёнными силами Грузии, высшим представителем Грузии во внешних отношениях; обеспечивает её единство и целостность, работу государственных и всех прочих органов. Президент Грузии избирается на срок 5 лет Избирательной комиссией, состоящей из 300 членов, состав которой утверждается Центральной избирательной комиссией Грузии. Действующим главой государства с 16 декабря 2018 года является Саломе Зурабишвили, избранная в ходе президентских выборов 2018 года.
Высшим органом исполнительной власти, осуществляющим внутреннюю и внешнюю политику страны, является правительство Грузии, возглавляемое премьер-министром. Члены правительства назначаются и освобождаются от должности премьер-министром. Премьер-министр выдвигается политической партией, имеющей наилучшие результаты на выборах парламента, и утверждается парламентом.

### Законодательная власть
Законодательная власть страны представлена однопалатным парламентом Грузии. Парламент является высшим законодательным органом и состоит из 150 депутатов. 77 депутатов избираются по спискам, 73 — от одномандатных округов. Все депутаты избираются сроком на 4 года на основе всеобщего, равного и прямого избирательного права при тайном голосовании.
Законодательная власть парламента, согласно конституции Грузии, ограничена законодательной властью парламентов автономных республик — Абхазии и Аджарии.
Первые многопартийные выборы были проведены 28 октября 1990 года, а председателем был избран З. Гамсахурдиа, впоследствии президент Грузии. В 1991—1992 годах произошёл конфликт Гамсахурдиа с парламентом, переросший в вооружённое столкновение. Государство возглавил Э. Шеварднадзе, и функции парламента до выборов 1992 года выполнял госсовет Грузии; затем были проведены общенародные выборы.
В настоящее время парламент Грузии созывается на две сессии: весеннюю (февраль — июнь) и осеннюю (сентябрь — декабрь). Чередуются недели пленарных заседаний и работы в комитетах.
В настоящее время председателем парламента является Шалва Папуашвили.

### Судебная власть
Грузия имеет трёхуровневую судебную систему. Нижним уровнем судебной системы являются городские и районные суды, являющиеся судами первой инстанции. Над ними стоят апелляционные суды, расположенные в Тбилиси и Кутаиси, которые в составе 3 судей рассматривают апелляционные жалобы на решения районных (городских) судов. Судом третьего, наивысшего уровня, является Верховный суд Грузии, расположенный в Тбилиси. Судьи Верховного суда Грузии избираются парламентом по представлению Высшего совета юстиции, из числа судей парламентом по представлению Высшего совета юстиции избирается председатель. В настоящее время исполняющей обязанности председателя Верховного суда Грузии является М. Тодуа.
Грузия является участником Международного уголовного суда.

### Вооружённые силы
Вооружённые силы Грузии состоят из сухопутных войск, сил специального назначения, военно-воздушных сил, национальной гвардии и военной полиции.
Численность ВС Грузии на 2022 год — до 37 000 человек. Бюджет министерства обороны на 2023 год был запланирован в размере 596 миллионов долларов США (1,6 млрд лари), что составляет 1,6 % от ВВП.

## Административно-территориальное деление
В административном отношении территория Грузии включает 2 автономные республики (груз. ავტონომიური რესპუბლიკა, avtonomiuri resp’ublik’a) — Абхазию и Аджарию, 9 краёв (груз. მხარე, mkhare) и приравненный к ним город — столицу Тбилиси. Края и автономные республики подразделяются на муниципалитеты (груз. მუნიციპალიტეტი munitsip’alit’et’i) и приравненные к ним города краевого (республиканского) значения.
Территория Абхазской Автономной Республики, а также часть территории краёв Шида-Картли, Мцхета-Мтианети, Имеретия, Рача-Лечхуми и Нижняя Сванетия контролируются самопровозглашёнными республиками Абхазия и Южная Осетия, которые Грузия считает временно оккупированными Россией территориями страны.
| №  | Название                        | Население | Административный центр |
| -- | ------------------------------- | --------- | ---------------------- |
| 1  | г. Тбилиси                      | 1 184 818 | —                      |
| 2  | Абхазская Автономная Республика | 245 246   | Сохуми                 |
| 3  | Аджарская Автономная Республика | 351 892   | Батуми                 |
| 4  | Гурия                           | 108 099   | Озургети               |
| 5  | Имеретия                        | 486 983   | Кутаиси                |
| 6  | Кахетия                         | 310 051   | Телави                 |
| 7  | Квемо-Картли                    | 434 241   | Рустави                |
| 8  | Мцхета-Мтианети                 | 93 343    | Мцхета                 |
| 9  | Рача-Лечхуми и Нижняя Сванетия  | 29 080    | Амбролаури             |
| 10 | Самегрело-Верхняя Сванетия      | 311 113   | Зугдиди                |
| 11 | Самцхе-Джавахети                | 152 114   | Ахалцихе               |
| 12 | Шида-Картли                     | 255 124   | Гори                   |

## Население
Оценка общей численности населения Грузии, по данным национальной статистической службы на 1 января 2023 года, составила 3 736 400 человек, по переписи населения Грузии 2014 года — 3 713 804.
По плотности населения (53 чел./км²) Грузия в 2023 году занимала 158-е место в мире.

### Национальный состав
Согласно переписи населения Грузии 2014 года из  3 713 804 жителей в стране проживали следующие национальные группы:
| Народ         | %    | Народ            | %   | Народ                                 | %   |
| ------------- | ---- | ---------------- | --- | ------------------------------------- | --- |
| грузины       | 86,8 | осетины          | 0,4 | греки                                 | 0,1 |
| азербайджанцы | 6,3  | курды-езиды      | 0,3 | ассирийцы                             | 0,1 |
| армяне        | 4,5  | украинцы         | 0,2 | евреи, абхазы, курды, аварцы и другие | 0,4 |
| русские       | 0,7  | чеченцы-кистинцы | 0,4 |                                       |     |

.
По оценке госминистра по вопросам диаспоры Мирза Давитая, за пределами Грузии проживает более 1,6 млн грузин (25,7 %). Католикос-патриарх всея Грузии Илия II назвал печальным то, что за границу уехало много соотечественников: «Я не ожидал, что грузины в таком количестве так легко уедут за границу. Знаю, их заставила нужда, но лучше жить в нужде, но у себя на Родине» — сказал патриарх, призвав эмигрантов к возвращению на Родину.

### Религиозный состав
83,42 % населения Грузии исповедуют православие (Грузинская православная церковь), 10,74 % — мусульмане, 2,94 % — приверженцы Армянской апостольской церкви, 0,52 % — католики, 0,33 % — Свидетели Иеговы, 0,23 % — езиды, 0,07 % — протестанты, 0,04 % — иудеи; другие религии — 0,04 %. Грузия является вторым после Армении государством в мире, принявшим христианство как государственную религию в IV веке. Грузинская Православная Церковь — одна из древнейших христианских церквей.
Православные составляют подавляющее большинство населения практически во всех регионах Грузии, за исключением Аджарии, где 40 % населения — аджарцы-мусульмане; Квемо-Картли, где 43 % — мусульман-азербайджанцев, а также Самцхе-Джавахетии, где православные в меньшинстве (45 %), что связано с высокой долей армян, которые принадлежат к Армянской апостольской церкви (40 % населения региона) и католической церкви (9 % населения региона).

### Языки
Государственным языком Грузии является грузинский — язык, относящийся к картвельской языковой семье; вместе с ним, в Грузии говорят также и на других языках этой языковой семьи — мегрельском (в Мегрелии), сванском и лазском. Для записи грузинского языка используется грузинское письмо. Абхазский язык имеет официальный статус в Абхазской Автономной Республике, территория которой не контролируется Грузией.
Грузинский язык является основным языком для 87,7 % населения страны, далее следуют 6,2 % говорящих на азербайджанском, 3,9 % — на армянском, 1,2 % — на русском, 0,15 % — на осетинском, и 0,8 % — на других языках.
Согласно исследованию 2022 года, 19 % жителей страны владели русским языком на высоком уровне, а 16 % не знали вовсе. Особенно сильно видна разница во владении русским языком между разными поколениями (см. таблицу ниже).
| Возраст   | Высокий | Средний | Элементарный | Не владеют (не знают) |
| --------- | ------- | ------- | ------------ | --------------------- |
| 18—34 лет | 8 %     | 38 %    | 31 %         | 23 %                  |
| 35—54 лет | 22 %    | 41 %    | 19 %         | 18 %                  |
| 55+ лет   | 26 %    | 45 %    | 20 %         | 9 %                   |

### Урбанизация
В городах проживает около 55 % населения Грузии (более 2 млн человек по переписи 2014 года); 4 города имеют население свыше 100 тыс. человек, в том числе Тбилиси с населением около 1,1 млн человек.
| №  | Название  | Административное деление Грузии | Население |
| -- | --------- | ------------------------------- | --------- |
| 1  | Тбилиси   | Тбилиси                         | 1 062 282 |
| 2  | Батуми    | Аджария                         | 152 839   |
| 3  | Кутаиси   | Имеретия                        | 147 635   |
| 4  | Рустави   | Квемо-Картли                    | 125 103   |
| 5  | Гори      | Шида-Картли                     | 48 143    |
| 6  | Зугдиди   | Самегрело-Верхняя Сванетия      | 42 998    |
| 7  | Поти      | Самегрело-Верхняя Сванетия      | 41 465    |
| 8  | Хашури    | Шида-Картли                     | 33 627    |
| 9  | Самтредиа | Имеретия                        | 25 318    |
| 10 | Сенаки    | Самегрело-Верхняя Сванетия      | 21 596    |

Около 86 тыс. человек (перепись 2014 года) также живут в 39 посёлках городского типа.

## Образование
В 2022 году расходы на образование составляли 3,6 % от ВВП Грузии. Основными регламентирующими документами в сфере образования являются Конституция, Закон об общем образовании, Закон о профессионально-техническом образовании и Закон о высшем образовании.
Среднее образование имеет три уровня: начальная школа (6 лет), основная школа (3 года), средняя школа (3 года). По окончании основной школы школьники получают аттестат об основном образовании, а по окончании двенадцатого класса — аттестат о полном среднем образовании. Принята десятибалльная система оценок.
В столице действует Тбилисский государственный университет — исследовательский университет, основанный 8 февраля 1918 года, который является старейшим университетом в Грузии и Кавказском регионе.

## Наука
Согласно отчёту Европейской комиссии Грузия умеренно подготовлена в области науки и исследований. Прогресс наблюдается в области интеграции в Европейское исследовательское пространство (ERA). Грузия выразила готовность участвовать во всех 20 мероприятиях ERA, запустила инициативы по открытой науке и открыла свой офис «Horizon Europe» в Тбилиси.
Грузия предпринимает важные шаги по модернизации своей исследовательской и инновационной политики и её приведению в соответствие с политикой ЕС, следуя рекомендациям Фонда поддержки политики «Горизонт 2020».
В 2022 году были приняты новая Единая национальная стратегия в области образования и науки на 2022—2030 годы и Отраслевой план действий на 2022—2024 годы. Оба они соответствуют стратегическим целям Европейского исследовательского пространства.
31 марта 2022 года Грузия стала полноправным членом Европейского сотрудничества в области науки и технологий (англ. European Cooperation in Science and Technology), которая реализует программы, финансируемые Евросоюзом, позволяющие исследователям и инноваторам создавать свои собственные исследовательские сети по широкому кругу научных тем.
В 2021 году в Грузии работало 11 860 исследователей. В 2023 году общий объём государственного финансирования науки составит 27 млн евро, что на 13,8 % больше, чем в 2022 году.

## Экономика
В 2023 году, по данным Всемирного банка, ВВП Грузии на душу населения (по паритету покупательной способности) составил $22 357.
В 2022 году ВВП Грузии вырос на 10,1 %. Уровень безработицы в первом квартале 2023 года составил 16,7 %; доля населения, живущего за чертой бедности — 15,6 % (2022). Государственный долг Грузии на 1 апреля 2023 года составил $8,552 млрд.

### Промышленность
На долю промышленного сектора в 2022 году приходилось 21,37 % ВВП. В Грузии развиты металлургическая, угольная и пищевая промышленность. На долю металлургической продукции приходится четверть экспорта страны. Металлургические предприятия добывают и обрабатывают марганцевые и полиметаллические руды, ферросплавы. Главные металлургические предприятия страны: «Чиатурмарганец», Зестафонский завод ферросплавов, горно-обогатительный комбинат «Маднеули».
Ведущими отраслями промышленности Грузии являются: пищевая (производство чая, вин и коньяков, табачных изделий, эфиромасличных культур, овощных и фруктовых консервов, минеральных вод, лесных орехов), лёгкая (шёлковое, шерстяное, хлопчатобумажное, обувное, трикотажное, швейное производства), машиностроение (производство электровозов, автомобилей[уточнить], станков в Тбилиси, Кутаиси, Батуми), чёрная металлургия (металлургический комбинат в Рустави, Зестафонский завод ферросплавов, комбинат Чиатурмарганец), цветная металлургия (Маднеульский комбинат), химическая (производство азотных удобрений, химволокна, красок, бытовой химии — в Рустави). В 2007 году объём экспорта цемента составил $ 64 млн против $ 28,8 млн в 2006 году.

### Бизнес
Согласно докладу «Ведение бизнеса» Всемирного банка, при министре экономики К. Бендукидзе в 2004—2007 годах Грузия стала самой реформируемой страной в мире. В частности, Грузия поднялась с 137-го на 15-е место в рейтинге стран по лёгкости ведения бизнеса к 2015 году. Важную роль в улучшении условий для бизнеса сыграл Акт экономической свободы Грузии, разработанный группой авторов под руководством Бендукидзе. В 2020 году Грузия заняла 7-е место в глобальном рейтинге исследования, тем самым получив наивысший рейтинг среди всех стран Европы (кроме Дании).

### Сельское хозяйство
Большая часть сельскохозяйственной продукции в Грузии производится на приусадебных участках и в фермерских хозяйствах. Большинство аграрных хозяйств небольшие и полагаются они, в основном, на ручной труд. В 2019 году 39 % работников были заняты в сельском хозяйстве, а именно — 659 тыс. человек, большинство из которых работали в собственных небольших фермах.
Пригодные для сельского хозяйства площади составляют 16 % общей территории страны. Пригодная для эффективного сельскохозяйственного оборота площадь земель сокращается вследствие хронической нехватки удобрений, падения культуры обработки земли и т. п. В 2003 году посевные площади сельскохозяйственных культур в Грузии составляли 562 тыс. га, в 2008 году — 329 тыс. га.
В Грузии выращиваются пшеница, ячмень, кукуруза, фасоль, табак, подсолнечник, соевые бобы, картофель, овощи, дыни, кормовые культуры, чай, виноград, фрукты, цитрусовые.
Грузинские аграрии способны произвести не более трети объёма хлеба, потребляемого в Грузии, следствием чего является необходимость значительного импорта зерновых в страну.
С 2003 по 2008 год индекс физического объёма продукции сельского хозяйства Грузии уменьшился на 26 %, растениеводства — на 24 %, животноводства — на 28 %. В 2008 году объём продукции сельского хозяйства Грузии составил 2,42 млрд лари, из которых на растениеводство пришлось 998 млн лари, на животноводство — 1,35 млрд лари, сельскохозяйственные услуги — 65 млн лари.
В Грузии в 2006 году был задействован проект Всемирного банка, основной целью которого являлась реконструкция и строительство в стране предприятий перерабатывающей промышленности.
Основные задачи, которые ставились в рамках концепции, — полное освоение сельскохозяйственного потенциала Грузии, повышение качества продукции и её конкурентоспособности, реконструкция сельскохозяйственной инфраструктуры, обновление техники, развитие перерабатывающей промышленности. Концепция также предусматривает обеспечение продовольственной безопасности страны, повышение экспортного потенциала грузинской сельскохозяйственной продукции, усиление позиций на традиционных и новых рынках. Кроме того, большое внимание уделяется реконструкции системы мелиорации.
Основные сельскохозяйственные культуры: виноград, зерновые, сахарная свёкла, подсолнечник, картофель. Развиты мясо-молочное и мясо-шёрстное животноводство, птицеводство.

### Транспорт и коммуникации
Длина железных дорог — более 1600 км. В 2019 году пассажиропоток «Грузинских железных дорог» составил 3 027 000 человек, из которых 200 000 — международные пассажиры, остальные — внутренние.
Крупнейшие морские порты Грузии: Батуми, Поти, Супса. В основном, они занимаются перевалкой нефти и нефтепродуктов.
Через Грузию проходят магистральные линии нефте- и газопроводов Баку — Тбилиси — Джейхан, Баку — Супса, Баку — Тбилиси — Эрзурум и Владикавказ — Казбеги — Красный мост.

### Автоспорт
Гоночная трасса «Рустави» расположена в 20 км по прямой от столицы Грузии Тбилиси и названа по имени ближайшего населённого пункта — Рустави. В 2011—2012 годах полностью реконструирована по стандартам Категории 2 FIA и стала первым профессиональным автодромом, построенным в регионе Закавказья. В церемонии открытия обновлённой трассы, состоявшейся 29 апреля 2012 года, принял участие президент Грузии М. Саакашвили за рулём болида класса Формула-3.

### Энергетика
В 2021 году производство электроэнергии составило 12,64 млрд кВт·ч, а потребление — 13,11 млрд кВт·ч. По итогам 2021 года, из Грузии было экспортировано 1,57 млрд кВт·ч электроэнергии, импортировано — 3,18 млрд кВт·ч.
В 2021 году около 87 % электроэнергии было произведено из возобновляемых источников, 80,5 % от гидроэлектростанций, 5,4 % от геотермальных источников и 1,7 % от солнечной и ветровой энергии.
Крупнейшими электростанциями являются Тбилисская ГРЭС, гидроэлектростанции на реках Ингури, Риони, Храми, Абаше и других.
На реке Риони построен Варцихский каскад из четырёх ГЭС (178 МВт): Ладжанурская ГЭС (112 МВт), Гуматские ГЭС (66,5 МВт) и Риони ГЭС (48 МВт), с советского времени существует проект Намахвани ГЭС (480 МВт). На реке Арагви построена Жинвальская ГЭС (130 МВт), на реке Храми — Храмская-1 (113 МВт) и Храмская-2 ГЭС (110 МВт), на реке Ткибули — Ткибули ГЭС (80 МВт).
В настоящее время[уточнить] энергетический сектор Грузии полностью приватизирован. Единственное исключение составляет Ингурская ГЭС, эксплуатируемая совместно с Абхазией (при этом отсутствуют подписанные юридические документы, регламентирующие данное сотрудничество: по негласному соглашению 60 % вырабатываемой электроэнергии передаётся в Грузию, 40 % — в Абхазию). Плотина этой станции находится в Грузии, а основные агрегаты — в Абхазии. В декабре 2008 года министерство энергетики Грузии и российская компания «Интер РАО ЕЭС» подписали меморандум о совместном управлении Ингурской ГЭС.

### Валюта
Официальной валютой на территории Грузии является лари. Код валюты по ISO 4217 — GEL. Символ — ₾. Валюта введена в 1995 году в период правления Э. Шеварднадзе. 1 лари = 100 тетри (белая). В настоящее время в обращении находятся монеты достоинством 1, 2, 5, 10, 20, 50 тетри, 1 лари, 2 лари, и банкноты в 5, 10, 20, 50, 100 и 200 лари. Национальный банк Грузии также выпускает коллекционные (посвящённые памятным датам) и инвестиционные монеты различных достоинств.
С 5 апреля 1993 года по 2 октября 1995 года валютой Грузии был купон лари, ставший с 20 августа 1993 года единственным законным средством платежа на территории Грузии. Валютный курс был изначально приравнен к российскому рублю, которому эта валюта пришла на смену. Выпускались только банкноты, достоинством от 1 до 1 000 000 купонов (в том числе довольно нестандартные: 3, 3000, 30 000 и 150 000 купонов). Купон лари подвергался гиперинфляции (678,4 % в 1995 году) и был заменён новой национальной валютой — грузинским лари с коэффициентом 1 000 000 : 1.

### Внешнеэкономические связи
Внешняя торговля Грузии характеризуется отрицательным торговым балансом, импорт превышает экспорт.
В 2023 году внешнеторговый оборот товаров в Грузии составил $21,53 млрд, что на 12,5 % больше, чем в 2022 году.
Экспорт составил $6,09 млрд, а импорт — $15,44 млрд. Отрицательный торговый баланс в 2023 году составил $9,35 млрд, что составляет 43,4 % внешнеторгового оборота.
В 2023 году крупнейшую товарную группу в экспорте возглавили легковые автомобили — $2,13 млрд. Далее идут: медные руды и концентраты — $479 млн; вино из свежего винограда — $259 млн; спиртные напитки — $196 млн; ферросплавы — $181 млн; азотные удобрения — $158 млн; природные или искусственные минеральные и газированные воды, не содержащие добавленного сахара — $132 млн; лекарственные средства, расфасованные в мерных дозах — $127 млн; минеральные и газированные воды с добавлением сахара — $109 млн; электроэнергия — $95 млн; прочие сырьевые товары — $2,23 миллиарда.
Крупнейшая импортная товарная группа в 2023 году была представлена в виде легковых автомобилей, импорт которых составил $3,16 млрд. Второе место занимают нефть и нефтепродукты с $1,17 млрд, а третье место — фасованные лечебные средства с $543 млн.
Основным внешнеторговым партнёром является Турция, с которой с 2007 года у Грузии действует соглашение о свободной торговле. В 2023 году объём торговли между странами составил $2,98 млрд.

## Культура
Грузинская культура развивалась на протяжении тысячелетий, начиная с иберийской и колхидской цивилизаций. В XI веке грузинская культура пережила эпоху Возрождения и Золотого века классической литературы, искусства, философии, архитектуры и науки. Грузинская культура время от времени находилась под влиянием Классической Греции, Римской империи, Византийской империи в раннее время, а с XIX века подвергалась влиянию от Российской империей и СССР.
Эта долгая история сформировала национальную концепцию, которая включает в себя успешное сохранение уникальной культуры и самобытности, несмотря на внешнее давление. Христианство и грузинский язык являются особенно важными национальными идентификаторами. Эти культурные, религиозные, а затем и политические атрибуты связаны с европейской и западной самоидентичностью грузин, основанной на национальном восприятии этих атрибутов.
Грузия известна своим фольклором, традиционной музыкой, танцами, театром, кино и искусством. Среди известных художников XX века — Нико Пиросмани, Ладо Гудиашвили, Элене Ахвледиани; среди известных хореографов балета Джордж Баланчин, Вахтанг Чабукиани и Нино Ананиашвили; известные поэты — Галактион Табидзе, Ладо Асатиани и Мухран Мачавариани; известные режиссёры театра и кино — Роберт Стуруа, Тенгиз Абуладзе, Георгий Данелия и Отар Иоселиани.

### Астрономия
В честь Грузии назван астероид (781) Картвелия, открытый в 1914 году российским (советским) астрономом Григорием Неуйминым и названный в честь своего родного города.

### Вино
Грузия — старейшая из винодельческих стран мира. Археология показывает, что плодородные долины и склоны в регионе и вокруг неё на протяжении тысячелетий были домом для выращивания виноградной лозы и производства вина (груз. ღვინო). В 2017 году учёными в двух местах к югу от Тбилиси были обнаружены фрагменты керамики со следами вина возрастом около 8 тысяч лет.
Местные традиции, связанные с вином, неразрывно связаны с его национальной самобытностью. В 2013 году ЮНЕСКО добавила древний традиционный грузинский метод виноделия с использованием глиняных кувшинов квеври в списки нематериального культурного наследия ЮНЕСКО.

### Музыка
Грузия имеет древнюю музыкальную традицию, которая прежде всего известна ранним развитием полифонии. Грузинское многоголосие основано на трёх вокальных партиях, уникальной системе строя, основанной на идеальных квинтах, и гармонической структуре, богатой параллельными квинтами и диссонансами. Грузинская народная песня «Чакруло» была одной из 27 музыкальных композиций, включённых в «Voyager Golden Records», отправленных в космос на «Вояджере-2» 20 августа 1977 года. С 2001 года грузинское полифоническое пение признано ЮНЕСКО шедевром устного и нематериального наследия человечества.

### Кухня
Грузинская кухня и вино развивались на протяжении веков, каждая эпоха отличается своими традициями. Одной из традиций грузинской трапезы является супра (с груз. სუფრა — «скатерть»), или «грузинский стол», во время которого происходит общение с друзьями и семьёй. Глава супры известен как тамада (груз. თამადა), который произносит философские тосты и следит за тем, чтобы всем было весело.
Различные исторические регионы Грузии известны своими особыми блюдами: например, хинкали из восточной горной Грузии, а хачапури, главным образом из западных Имерети, Самегрело и Аджарии.

### Комментарии
1. ↑  9 апреля 1991 года считается в Грузии днём восстановления государственной независимости, а как день независимости празднуется дата провозглашения Грузинской Демократической Республики 26 мая 1918 года. Грузинская ССР, входившая с 1922 по 1936 год в состав ЗСФСР, а с 1936 по 1991 год — в состав СССР, также считается правопреемником Грузинской Демократической Республики, что, однако, расходится с официальной позицией Грузии (см. раздел Вопрос преемственности)
2. ↑  Абхазский язык имеет официальный статус на территории Абхазской АР, которая не контролируется Грузией и де-факто контролируется частично признанной Республикой Абхазия.
мегрельский и сванский языки, распространённые на западе Грузии в краях Самегрело-Верхняя Сванетия и Рача-Лечхуми и Нижняя Сванетия, учитываются Грузией как части (диалекты) официального грузинского языка, но входят в разные группы картвельских языков
3. ↑  Данный населённый пункт расположен в Абхазии, являющейся спорной территорией. Согласно административному делению Грузии, спорную территорию занимает Абхазская Автономная Республика. Фактически спорную территорию занимает частично признанное государство Республика Абхазия.
4. ↑  Данный населённый пункт расположен на территории бывшей Юго-Осетинской автономной области, являющейся спорной. Согласно конституции Грузии, спорная территория входит в Грузию. Фактически, спорную территорию занимает частично признанное государство Республика Южная Осетия.
5. 1 2  Включая территории, по грузинскому законодательству находящиеся под российской оккупацией, на которых находятся частично признанные государства Республика Абхазия (8665 км²) и Южная Осетия (3900 км²). Без них — 57 215 км².
6. 1 2 3 4 5 6 7 8  Без учёта данных территорий, по грузинскому законодательству находящиеся под российской оккупацией и контролируемых Республикой Абхазией и Южной Осетией.
7. ↑  Многие англоязычные источники относят страну к Передней Азии[11][12][13] или Ближнему Востоку[14][15][16], другие, в том числе европейские источники часто относят страну или её часть к Европе[17][18][19]. ООН в статистических целях классифицирует Грузию как часть региона «Западная Азия»[20], при этом в региональной группе государств относит в список восточноевропейских стран[21]. BBC говорит, что Грузия находится «на стыке Европы и Азии», но в заголовке относит Грузию к Европе[22], при этом Русская Служба BBC классифицирует Грузию в категорию Евразия[23].
8. ↑   (англ.) 

Администрация Обамы по-прежнему имеет серьёзные разногласия с российским правительством по поводу Грузии. Мы продолжаем призывать Россию прекратить её оккупацию грузинских территорий Абхазии и Южной Осетии, и параллельно работаем с российским правительством, чтобы предотвратить дальнейшие военные эскалации в регионе. Мы стали свидетелями некоторых увеличивающихся мер по укреплению доверия, таких как открытие границы в Верхнем Ларсе и разрешение прямых чартерных рейсов между двумя странами, и продолжаем настаивать на укреплению Механизмов предотвращения и реагирования инцидентов и возвращении международных наблюдателей в два оккупированных региона Грузии. Оригинальный текст (англ.)The Obama Administration continues to have serious disagreements with the Russian government over Georgia. We continue to call for Russia to end its occupation of the Georgian territories of Abkhazia and South Ossetia, and in parallel have worked with the Russian government to prevent further military escalations in the region. We have witnessed some incremental confidence building measures, such as opening the border at Verkhniy Lars and allowing direct charter flights between the two countries, and continue to press for the strengthening of the Incident Prevention and Response Mechanisms and a return of international observers to the two occupied regions of Georgia[30].
9. ↑  в Урартской традиции
10. ↑  в ассирийской традиции
11. ↑  в древнегреческой традиции
12. ↑  в ассирийской традиции
13. ↑  в урартийской традиции
14. ↑  «Са-Картвело» — «страна картвелов» (страна грузин). Термины «Картли» и «картвели» (самоназвания — «Грузия» и «грузин») фактически впервые встречаются у историка XI века Джуаншера Джуаншериани в сочинении «Жизнь Вахтанга Горгасала» (часть летописи «Картлис цховреба» — дословно: «Жизнь грузин», «Житие Картлии»). Идентификаторы «Картли» и «картвели» у Джуаншера Джуаншериани в ряде случаев надо воспринимать не как наименования Восточной Грузии и её жителей, как это имеет место в сочинении Леонтия Мровели (хотя и в произведении Джуаншера данное значение пока ещё преобладает), а соответственно уже «Грузия» и «грузин» в широком смысле этих понятий.